# Историјски извори
Историјски извори су историјски остаци који пружају информацију, употпуњавају је, односно сведоче о свим областима људског живота, као и о дешавањима. Историјски извори, њихово откривање и критичко тумачење (анализа) представљају једно од главних питања методологије историјске науке. У том процесу, историјски извори су постали посредници, односно веза између доба у коме се проучава и проучаваног доба, садашњости и прошлости.
Најсавременији метод чувања историјских извора је дигитално архивирање, које се заснива на превођењу докумената и других облика информације у електронски облик, чиме се омогућава њихово трајно чување и управљање директно из рачунара.
Проналажење и избор историјских извора као грађе, процена њихове аутентичности, веродостојности и важности, представљају неке од најтежих задатака за сваког ко се бави питањима из историје.

## Порекло извора
Једна од подела историјских извора је на примарне, секундарне и терцијарне.
Под примарним изворима или изворима првог реда, историјска наука подразумева остатке прошлости који су непосредно произашли из неког историјског догађаја, односно о њему аутентично могу посведочити, онако како се одиграо. Међутим, примарни извори често нису довољни сами за себе да се схвате, па морају да се тумаче. Овај задатак није нимало лак, поготову ако извор потиче из периода или културе који тумачу нису блиски. Примарни историјски извори могу се чувати на свом изворном месту или у установама које је друштвена заједница одредила за то (архиви, музеји, библиотеке).
Секундарни извори односе се на цитате (или навођења) и коментаре, који се заснивају на примарним изворима. Служе за брже и лакше проналажење одређене информације.
Терцијарни извори су публикације као енциклопедије и друге збирке које углавном сумирају секундарне изворе. Тенденција Википедије је на пример, да постане и да се сматра терцијарним извором.
Многи секундарни и терцијарни извори не пружају само информације, већ им дају одређени облик, смисао, те садрже виђење аутора који их наводи, због чега је при коришћењу оваквих извора, неопходно размотрити што више различитих извора, као и проучити виђења њихових аутора, како би се добио свестран поглед на историјске чињенице и њихово тумачење.

## Класификација извора
Различити методолошки модели истраживања примењивани су у покушају да се изврши класификација извора, па она често зависи и од развоја матичне дисциплине која их користи.
Једна од класификација била би следећа:
1. материјални
2. усмени
3. писани
4. сликовни
5. аудио-визуелни[5]

## Материјални извори
Материјални извори су једна од три врсте историјских извора. По сазнајних вредности спадају у остатке, а јављају се у облику предмета. У материјалне изворе спадају оруђа, оружја, грнчарије, делови станишта и грађевина, уметничка дела, новац, накит и др. Најчешће се откривају ископавањем, при чему је од великог значаја место где су пронађени, односно археолошко налазиште. Након ископавања и проналажења одређене врсте материјалних извора одређује се време и место настанка. Што је већа старост предмета оно има већу вредност. Проучавањем материјалних остатака међу којима су и уметничка дела, баве се посебне историјске дисциплине: археологија и историја уметности.

## Усмени извори
У усмене историјске изворе спадају песме, приче, предања, казивања сведока, који су се могли преносити са старијих на млађе генерације, усменим путем или бити прикупљени, забележени, неки од њих чак регистровани у архивама у одређеном тренутку, а затим јавно објављени у писаном, сликовном или аудио-визуелном облику.. Обично се сматра да је ова врста извора најмање поуздана и зато је треба користити нарочито обазриво. Један од најпознатијих примера усмених извора су Српске епске народне песме, које је прикупио и објавио Вук Караџић.

## Писани извори
За историчаре и историографе, основни извор за реконструкцију догађаја из прошлости представљају писани историјски извори – архивска грађа. Писани извори се чувају у архивама и библиотекама. Основна подела писаних извора може се извршити на:
1. Наративни извори, као најзначајнији писани извори, с обзиром да се веома ретко може добити неки други облик примарног извора, посебно у случајевима ако су они изгубљени или више не постоје. Наративни извори повезују слику догађаја, са одређеном дозом субјективности аутора, што им представља највећу ману. У ове врсте извора спадају разне врсте књижевних дела у сличне публикације, као што су:
- биографије
- житија
- родослови
- хронологије
- летописи
- алманаси
- писма
- путописи

који с обзиром на време у коме су настали и садржај могу да се сврстају у примарне, секундарне или терцијарне изворе.
2. Документа настала као саставни део историјског збивања. Њихов садржај је мање тенденциозан. Сматрају се изворима првог реда. У ове изворе спадају списи и документа свих облика органа власти:
- устави
- повеље
- закони и одредбе
- списи војни и државни
- тефтери[9] или бележнице
- дефтери
- пописи становништва
- регистри рођених, умрлих, венчаних, промене места пребивалишта

3. Публикације настале у времену када су се одиграли одређени историјски догађаји, као што су:
- новине
- часописи
- натписи

## Сликовни извори
У сликовне изворе спадају цртежи, слике, мапе, сликовна хијерографска писма, илустрације на старим новчићима и другим предметима, као и фотографије, израђени у разним техникама и од различитих материјала, неки од њих настали још у најранијем периоду људске заједнице, често служе у тумачењу обичаја, културе и за добијање других података из историје, као примарни историјски извори.

## Аудио-визуелни извори
У аудио-визуелне изворе спадају звучни и видео записи из прошлости, који у зависности од начина на који су настали, обраде и садржаја, могу да послуже као примарни или као секундарни извори за добијање информација из историје.